# Camilla Lindén
Camilla Lindén är en finlandssvensk sångerska som sjungit i det svenska dansbandet Grönwalls, där hon första gången hördes på albumet "Visa vad du går för" år 2000. Duetten "Tillbaks igen" låg 10 veckor på Svensktoppen.
Den 19 januari 2002 deltog hon i deltävling 1 av den svenska Melodifestivalen 2002 med melodin "Du har rört vid min själ", en ballad som hamnade på femte plats och därmed missade att gå vidare, men låg en vecka på Svensktoppen den 2 mars 2002 innan den åkte ur.
Tidigare Svensktoppsplaceringar "En stjärna föll" med Grönwalls oktober 1999, "I alla mina dar" i duett med Micke Ahlgrens oktober 1998.
Efter Melodifestivalen 2002 släppte Camilla singeln "När vi möts igen" som soloartist. Singeln blev en av de mest spelade låtarna i P4 under september 2004.
2006 släppte Camilla Lindén singeln "Jag ska älska dig" skriven Nisse Palm. Låten låg 11 veckor på Sverigetoppen
2007 släpptes albumet "Byggd För Nöjen" med 7-manna bandet Ballroom Blitz där Camilla frontade som sångerska. Bandet släppte ett fullängdsalbum och två singlar. På singeln "Jag ser på dig" sjunger Camilla duett med Peter Lundblad.
2012 sommarpratade Camilla i Finlands Radio på temat "Starka musikupplevelser"

## Diskografi

### Singlar
- "Du har rört vid min själ" - 2002
- "När vi möts igen" - 2004
- "Jag ska älska dig" - 2006
- "Sway" - 2007
- "Jag ser på dig" - 2007

### Album
- "Byggd för nöjen" - 2007